# Rendez-vous (album de Jean-Michel Jarre)
Pour les articles homonymes, voir Rendez-vous.
Albums de Jean-Michel Jarre
Zoolook
(1984) En concert Houston-Lyon
(1987)
Singles
1. Quatrième Rendez-vous
Sortie : 1986

Rendez-vous est le septième album studio de Jean-Michel Jarre, sorti en 1986 sur disque microsillon et CD. Il fut ensuite remastérisé pour être réédité en 1993.

## Historique et enregistrement

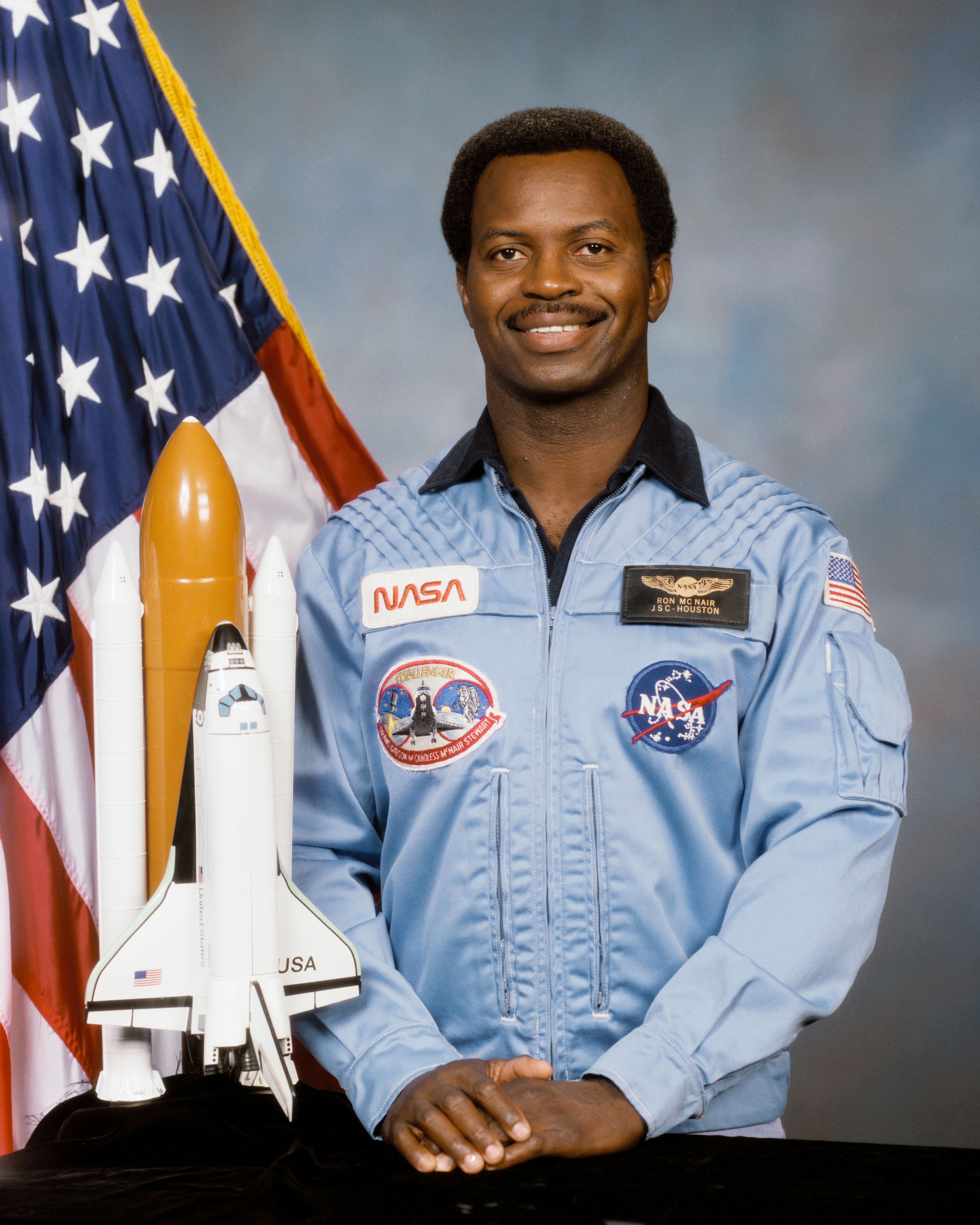
L'album est dédié aux astronautes de la navette Challenger, particulièrement à Ronald McNair, proche de Jean-Michel Jarre

Début 1986, Jean-Michel Jarre est engagé pour un projet de concert immense à Houston qui sera donné pour fêter les cent cinquante ans du Texas et les vingt-cinq ans de la NASA. Il décide de sortir un nouvel album en parallèle. N'ayant que peu de temps — seulement deux mois environ —, Jean-Michel Jarre va « recycler » plusieurs compositions de jeunesse : 
- Le thème de La Mort du cygne, composé pour Gérard Lenorman a été repris dans le Troisième rendez-vous.
- Le thème de La Belle et la Bête, composé pour Gérard Lenorman a été repris dans le Second Rendez-vous.
- La partie 2 de Musique pour supermarché a été reprise dans le Cinquième Rendez-vous.

Jean-Michel Jarre déclare ainsi à propos de Quatrième Rendez-vous « J’avais ce morceau en stock depuis longtemps, il était sur une vieille cassette qui traînait. Un ingénieur du son qui travaillait avec moi a un jour trouvé cette cassette par hasard en me disant « mais dis-donc cette maquette-là tu pourrais en faire quelque chose » et cette démo est devenue une sorte d’hymne ».
Toujours avec le concert de Houston à l'esprit, Jean-Michel Jarre compose spécialement Dernier Rendez-vous en pensant à son ami astronaute Ronald McNair. Ce dernier devait en interpréter une partie au saxophone depuis la navette spatiale Challenger, devenant ainsi la première musique jouée et enregistrée dans l'espace. Mais Ronald McNair mourut avec six autres astronautes lors de l'explosion de la navette Challenger le 28 janvier 1986. Le morceau est alors sous-titré Ron's Piece (« le morceau de Ron ») en son hommage. L'album est dédié aux sept astronautes,.

## Pochette
La pochette est réalisée par l'artiste Michel Granger, qui avait déjà collaboré avec Jean-Michel Jarre pour Oxygène et Équinoxe.

## Single
Quatrième Rendez-vous est publié en single et est un succès.

## Accueil
L'album obtient le prix de l'album de variété instrumentale aux Victoires de la musique 1986. Il est par ailleurs nommé aux Grammy Awards 1987, dans la catégorie meilleur album New Age.
En France, l'album s'écoule à environ 1 000 000 exemplaires. L'album est certifié Diamant.

## Liste des pistes
| 1.    | Premier Rendez-vous                   | 2:54  |
| 2.    | Second Rendez-vous                    | 10:55 |
| 3.    | Troisième Rendez-vous                 | 3:30  |
| 4.    | Quatrième Rendez-vous                 | 3:57  |
| 5.    | Cinquième Rendez-vous                 | 7:41  |
| 6.    | Dernier Rendez-vous (« Ron's Piece ») | 6:04  |
| 35:06 |                                       |       |

## Instruments et musiciens
Sur cet album, les musiciens jouent sur les instruments suivants :
- Jean-Michel Jarre - Seiko DS-250 (1/6), Seiko DS-350 (3), Elka synthex (1/2/4/6), Moog synthesizer (1/2), Fairlight CMI (2/3/5/6), E-mu Emulator II (2/5), Eminent (2/6), EMS Synthi AKS (2), Harpe laser (3), RMI (3), OBX (4), DX 100 (4), Matrisequencer (4/5/6), Roland JX-8P (1/5), Linn 9000 (2/4), Prophet (5), Casio CZ 5000 (5), ARP 2600 (5)
- Michel Geiss - ARP 2600 (1/2/4/5), Eminent (4), Matrisequencer (4/5), TR 808 (4)
- Dominique Perrier - Memory Moog (2)
- Joe Hammer - Drumulator (2), percussions (2)
- David Jarre - Baby Korg personnal keyboard (5)
- Pierre Gossez - Saxophone (6) pour le morceau Last Rendez-vous (Ron's Piece)
- Maîtrise du chœur de Radio France - Chœurs (2)

### Enregistrement et mixage
- Denis Vanzetto (1/2/3/5/6)
- Michel Geiss (4)
- Claude Ermelin (4)

## Remerciements
Jean-Michel Jarre a publié, sur la pochette du disque, plusieurs remerciements :
Remerciements particuliers à l'astronaute Bruce Mc Candless, Cheryl, Reggie et Joy McNair, Michael Woolcock, NASA's Johnson Space Center, Arthur Clarke, Harry Golemon- Président de Houston Festival Fondation.
Remerciements à Patrick Taillandier, Jean-Louis Dierstein, Jérôme, Music Land, Lazare Electronique, La Frette Studios, Reno Piermania, Jean-Pierre Lafont, Philippe Guerre, Denis Sergent, Sony France. - Collaboration artistique Michel Geiss - Composé et produit par Jean-Michel Jarre. - Editions Jean-Michel Jarre & Francis Dreyfus Misic.
À propos du morceau Ron's piece (Last Rendez-Vous), Jean-Michel Jarre déclare : « Ce morceau a été spécialement composé pour Ron et était destiné à être joué par lui au saxophone dans la navette, devenant ainsi la première musique jouée et enregistrée dans l'espace. Ron aimait beaucoup ce morceau et l'a répété avec enthousiasme jusqu'au dernier moment. Puisse la mémoire de mon ami l'astronaute et artiste Ron McNair vivre à travers cette musique. »

## Anecdote
Quatrième Rendez-vous fut un temps le générique de l’émission télévisée Rugby magazine.